# Крістіна Младенович
Крістіна Младенович (фр. Kristina Mladenovic, серб. Кристина Младеновић, Kristina Mladenović, 14 травня 1993) — французька тенісистка сербського походження, чемпіонка Вімблдонського турніру 2013  та Відкритого чемпіонату Австралії міксті, чемпіонка Відкритого чемпіонату Австралії та дворазова чемпіонка Відкритого чемпіонату Франції  в парі, перша ракетка світу в парній грі.  
Перемогу на Вімблдоні 2013 року Крістіна здобула в парі з канадським тенісистом сербського походження Даніелем Нестором. Ця ж пара виграли Відкритий чемпіонат Австралії 2014. Чемпіонкою Відкритого чемпіонату Франції 2016 в парі вона здобула разом із Каролін Гарсія. Другу свою перемогу в парному розряді Младенович здобула на Вікритому чемпіонаті Австралії 2018, граючи з угоркою Тімеєю Бабош.
Крістіна народилася в Франції. Вона донька сербського гандболіста Драгана Младеновича, її мама була волейболісткою. Родина переселилася в Францію 1992 року, коли Драган Младенович підписав контракт із гандбольним клубом міста Дюнкерк.
На юніорському рівні Крістіна виграла Відкритий чемпіонат Франції 2009 року в одиночному розряді.
На початку 2017 року Младенович, граючи за Францію разом із Рішаром Гаске, виграли кубок Гопмана.
Свій перший турнір WTA в одиночному розряді Младенович виграла на St. Petersburg Ladies' Trophy 2017. Першу половину сезону 2017 року Младенович провела дуже успішно, завдяки чому зуміла піднятися в першу десятку рейтингу WTA, однак другу половина була дуже невдалою — на січень 2018 року Крістіна програла 15 матчів поспіль. Вона перервала програшну серію на St. Petersburg Ladies' Trophy 2018, де добралася до фіналу, в якому поступилася Петрі Квітовій.

### Фінали турнірів Великого шолома

#### Парний розряд: 5 (3 титули)
| Результат | Рік  | Турнір          | Поверхня | Партнерка      | Супротивниці                       | Рахунок            |
| --------- | ---- | --------------- | -------- | -------------- | ---------------------------------- | ------------------ |
| Поразка   | 2014 | Wimbledon       | Трава    | Тімеа Бабош    | Сара Еррані Роберта Вінчі          | 1–6, 3–6           |
| Перемога  | 2016 | French Open     | Ґрунт    | Каролін Гарсія | Катерина Макарова Олена Весніна    | 6–3, 2–6, 6–4      |
| Поразка   | 2016 | US Open         | Хард     | Каролін Гарсія | Бетані Маттек-Сендс Луціє Шафарова | 6–2, 6–7(5–7), 4–6 |
| Перемога  | 2018 | Australian Open | Хард     | Тімеа Бабош    | Катерина Макарова Олена Весніна    | 6–4, 6–3           |
| Перемога  | 2019 | French Open     | Ґрунт    | Тімеа Бабош    | Дуань Інін Чжен Сайсай             | 6–2, 6–3           |

#### Мікст: 4 (2 перемоги, 2 поразки)
| Результат | Рік  | Турнір          | Поверхня | Партнер       | Супротивники                     | Рахунок          |
| --------- | ---- | --------------- | -------- | ------------- | -------------------------------- | ---------------- |
| Поразка   | 2013 | French Open     | Ґрунт    | Деніел Нестор | Луціє Градецька Франтішек Чермак | 6–1, 4–6, [6–10] |
| Перемога  | 2013 | Wimbledon       | Трава    | Деніел Нестор | Бруно Суарес Ліза Реймонд        | 5–7, 6–2, 8–6    |
| Перемога  | 2014 | Australian Open | Хард     | Деніел Нестор | Саня Мірза Горія Текеу           | 6–3, 6–2         |
| Поразка   | 2015 | Australian Open | Хард     | Деніел Нестор | Мартіна Хінгіс Леандер Паес      | 4–6, 3–6         |

## Історія виступів у турнірах Великого шолома

### Одиночний розряд
| Турнір           | 2009     | 2010     | 2011     | 2012 | 2013 | 2014 | 2015 | 2016 | 2017 | 2018 | 2019 | Усп    | В–П   | %   |
| ---------------- | -------- | -------- | -------- | ---- | ---- | ---- | ---- | ---- | ---- | ---- | ---- | ------ | ----- | --- |
| Australian Open  | 1к       | К3       | К1       | К2   | 2к   | 1к   | 2к   | 3к   | 1к   | 1к   | 1к   | 0 / 8  | 4–8   | 33% |
| French Open      | 1к       | 1к       | 1к       | 1к   | 2к   | 3к   | 3к   | 3к   | ЧФ   | 1к   |      | 0 / 10 | 11–10 | 52% |
| Wimbledon        | Не грала | Не грала | Не грала | 1к   | 1к   | 1к   | 3к   | 1к   | 2к   | 3к   |      | 0 / 7  | 5–7   | 42% |
| US Open          | 1к       | A        | К2       | 3к   | 2к   | 1к   | ЧФ   | 2к   | 1к   | 2к   |      | 0 / 8  | 9–8   | 53% |
| Виграші–Програші | 0–3      | 0–1      | 0–1      | 2–3  | 3–4  | 2–4  | 9–4  | 5–4  | 5–4  | 3–4  | 0–1  | 0 / 33 | 29–33 | 47% |

### Пари
| Турнір           | 2008     | 2009     | 2010     | 2011     | 2012 | 2013 | 2014 | 2015 | 2016 | 2017 | 2018 | 2019 | Усп    | В–П   | %   |
| ---------------- | -------- | -------- | -------- | -------- | ---- | ---- | ---- | ---- | ---- | ---- | ---- | ---- | ------ | ----- | --- |
| Australian Open  | Не грала | Не грала | Не грала | Не грала | 3к   | 1к   | 2к   | 2к   | 3к   | ПФ   | П    | Ф    | 1 / 8  | 22–7  | 22% |
| French Open      | 1к       | 1к       | 1к       | 2к       | 2к   | ЧФ   | 3к   | 2к   | П    | 3к   | ЧФ   |      | 1 / 11 | 19–10 | 66% |
| Wimbledon        | Не грала | Не грала | Не грала | Не грала | 2к   | 2к   | Ф    | ПФ   | ЧФ   | ЧФ   | ЧФ   |      | 0 / 7  | 20–7  | 74% |
| US Open          | Не грала | Не грала | Не грала | Не грала | 2к   | 3к   | 1к   | 3к   | Ф    | 3к   | Ф    |      | 0 / 6  | 12–6  | 67% |
| Виграші–Програші | 0–1      | 0–1      | 0–1      | 1–1      | 5–4  | 6–4  | 8–4  | 8–4  | 16–3 | 11–4 | 17–3 | 6–1  | 2 / 32 | 73–30 | 71% |

### Мікст
| Турнір           | 2010     | 2011     | 2012     | 2013     | 2014 | 2015     | 2016     | 2017     | 2018     | Усп    | В–П   |
| ---------------- | -------- | -------- | -------- | -------- | ---- | -------- | -------- | -------- | -------- | ------ | ----- |
| Australian Open  | Не грала | Не грала | Не грала | Не грала | П    | Ф        | Не грала | Не грала | Не грала | 1 / 2  | 9–1   |
| French Open      | 1к       | A        | A        | Ф        | ЧФ   | 2к       | ПФ       | A        | 2к       | 0 / 6  | 11–6  |
| Wimbledon        | Не грала | Не грала | Не грала | П        | ПФ   | ЧФ       | Не грала | Не грала | Не грала | 1 / 3  | 10–2  |
| US Open          | Не грала | Не грала | Не грала | ПФ       | 1к   | Не грала | Не грала | Не грала | Не грала | 0 / 2  | 3–2   |
| Виграші–Програші | 0–1      | 0–0      | 0–0      | 12–2     | 10–3 | 7–3      | 3–1      | 0–0      | 1–1      | 2 / 13 | 33–11 |

## Фінали турнірів WTA

### Одиночний розряд: 8 (1 титул, 7 поразок)
| Легенда                |
| ---------------------- |
| Турніри Великого шлему |
| Турніри WTA 1000 (0–1) |
| Турніри WTA 500 (1–2)  |
| Турніри WTA 250 (0–4)  |

| Результат | В-П | Дата     | Турнір                                         | Категорія     | Покриття   | Опонент          | Рахунок            |
| --------- | --- | -------- | ---------------------------------------------- | ------------- | ---------- | ---------------- | ------------------ |
| Поразка   | 0–1 | Тра 2015 | Internationaux de Strasbourg, Франція          | International | Ґрунт      | Саманта Стосур   | 6–3, 2–6, 3–6      |
| Поразка   | 0–2 | Чер 2016 | Rosmalen Grass Court Championships, Нідерланди | International | Трава      | Коко Вандевей    | 5–7, 5–7           |
| Поразка   | 0–3 | Жов 2016 | Hong Kong Tennis Open, КНР S.A.R.              | International | Тверде     | Каролін Возняцкі | 1–6, 7–6(7–4), 2–6 |
| Перемога  | 1–3 | Лют 2017 | St. Petersburg Ladies' Trophy, Росія           | Premier       | Тверде (i) | Юлія Путінцева   | 6–2, 6–7(3–7), 6–4 |
| Поразка   | 1–4 | Бер 2017 | Abierto Mexicano TELCEL, Мексика               | International | Тверде     | Леся Цуренко     | 1–6, 5–7           |
| Поразка   | 1–5 | Кві 2017 | Porsche Tennis Grand Prix, Німеччина           | Premier       | Ґрунт (i)  | Лаура Зігемунд   | 1–6, 6–2, 6–7(5–7) |
| Поразка   | 1–6 | Тра 2017 | Мастерс Мадрид, Іспанія                        | Premier M     | Ґрунт      | Сімона Халеп     | 5–7, 7–6(7–5), 2–6 |
| Поразка   | 1–7 | Лют 2018 | St. Petersburg Trophy, Росія                   | Premier       | Тверде (i) | Петра Квітова    | 1–6, 2–6           |

### Парний розряд: 46 (28 титулів, 18 поразок)
| Легенда          |
| ---------------- |
| Grand Slam (6–4) |
| Фінал WTA (2–0)  |
| WTA 1000 (4–4)   |
| WTA 500 (4–6)    |
| WTA 250 (12–3)   |

| Фінали за покриттям |
| ------------------- |
| Тверде (13–12)      |
| Трава (1–2)         |
| Ґрунт (14–3)        |
| Килим (0–0)         |

| Результат | В-П   | Дата     | Турнір                                                 | Категорія     | Покриття      | Партнер                    | Опоненти                                             | Рахунок                    |
| --------- | ----- | -------- | ------------------------------------------------------ | ------------- | ------------- | -------------------------- | ---------------------------------------------------- | -------------------------- |
| Поразка   | 0–1   | Чер 2011 | Danish Open, Данія                                     | International | Тверде        | Катажина Пітер             | Юганна Ларссон Ясмін Вер                             | 3–6, 3–6                   |
| Перемога  | 1–1   | Сер 2012 | Мастерс Канада, Канада                                 | Premier 5     | Тверде        | Клаудія Янс-Ігначик        | Надія Петрова Катарина Среботнік                     | 7–5, 2–6, [10–7]           |
| Перемога  | 2–1   | Вер 2012 | Tournoi de Québec, Канада                              | International | Тверде        | Татьяна Марія              | Аліція Росольська Гезер Вотсон                       | 7–6(7–5), 6–7(6–8), [10–7] |
| Перемога  | 3–1   | Лют 2013 | U.S. National Indoor Championships, U.S.               | International | Тверде (i)    | Галина Воскобоєва          | Софія Арвідссон Юганна Ларссон                       | 7–6(7–5), 6–3              |
| Перемога  | 4–1   | Кві 2013 | Charleston Open, U.S.                                  | Premier       | Ґрунт (green) | Луціє Шафарова             | Андреа Сестіні Главачкова Лізель Губер               | 6–3, 7–6(8–6)              |
| Поразка   | 4–2   | Кві 2013 | Гран-прі принцеси Лалли Мер'єм, Марокко                | International | Ґрунт         | Петра Мартич               | Тімеа Бабош Менді Мінелла                            | 3–6, 1–6                   |
| Перемога  | 5–2   | Тра 2013 | Estoril Open, Португалія                               | International | Ґрунт         | Чжань Хаоцін               | Дарія Юрак Каталін Мароші                            | 7–6(7–3), 6–2              |
| Перемога  | 6–2   | Лип 2013 | Internazionali Femminili di Tennis di Palermo, Італія  | International | Ґрунт         | Катажина Пітер             | Кароліна Плішкова Крістіна Плішкова                  | 6–1, 5–7, [10–8]           |
| Перемога  | 7–2   | Жов 2013 | Japan Women's Open, Японія                             | International | Тверде        | Флавія Пеннетта            | Саманта Стосур Чжан Шуай                             | 6–4, 6–3                   |
| Поразка   | 7–3   | Січ 2014 | Brisbane International, Австралія                      | Premier       | Тверде        | Воскобоєва Галина Олегівна | Алла Кудрявцева Анастасія Родіонова                  | 3–6, 1–6                   |
| Поразка   | 7–4   | Лют 2014 | Open GDF Suez, Франція                                 | Premier       | Тверде (i)    | Тімеа Бабош                | Анна-Лена Гренефельд Квета Пешке                     | 7–6(9–7), 4–6, [5–10]      |
| Перемога  | 8–4   | Бер 2014 | Abierto Mexicano TELCEL, Мексика                       | International | Тверде        | Воскобоєва Галина Олегівна | Петра Цетковська Івета Бенешова                      | 6–3, 2–6, [10–5]           |
| Поразка   | 8–5   | Чер 2014 | Rosmalen Grass Court Championships, Нідерланди         | International | Трава         | Міхаелла Крайчек           | Марина Еракович Аранча Парра Сантонха                | 6–0, 6–7(5–7), [8–10]      |
| Поразка   | 8–6   | Лип 2014 | Вімблдонський турнір, UK                               | Grand Slam    | Трава         | Тімеа Бабош                | Сара Еррані Роберта Вінчі                            | 1–6, 3–6                   |
| Поразка   | 8–7   | Сер 2014 | Мастерс Цинциннаті, U.S.                               | Premier 5     | Тверде        | Тімеа Бабош                | Ракел Атаво Абігейл Спірс                            | 2–6, 0–2 ret.              |
| Перемога  | 9–7   | Лют 2015 | Dubai Tennis Championships, UAE                        | Premier 5     | Тверде        | Тімеа Бабош                | Гарбінє Мугуруса Карла Суарес Наварро                | 6–3, 6–2                   |
| Перемога  | 10–7  | Тра 2015 | Grand Prix Lalla Meryem, Марокко                       | International | Ґрунт         | Тімеа Бабош                | Лаура Зігемунд Марина Заневська                      | 6–1, 7–6(7–5)              |
| Перемога  | 11–7  | Тра 2015 | Мастерс Рим, Італія                                    | Premier 5     | Ґрунт         | Тімеа Бабош                | Мартіна Хінгіс Саня Мірза                            | 6–4, 6–3                   |
| Перемога  | 12–7  | Сер 2015 | Washington Open, U.S.                                  | International | Тверде        | Белінда Бенчич             | Лара Арруабаррена Андрея Клепач                      | 7–5, 7–6(9–7)              |
| Поразка   | 12–8  | Січ 2016 | Sydney International, Австралія                        | Premier       | Тверде        | Каролін Гарсія             | Мартіна Хінгіс Саня Мірза                            | 6–1, 5–7, [5–10]           |
| Поразка   | 12–9  | Лют 2016 | Dubai Championships, UAE                               | Premier       | Тверде        | Каролін Гарсія             | Чжуан Цзяжун Дарія Юрак                              | 4–6, 4–6                   |
| Перемога  | 13–9  | Кві 2016 | Charleston Open, U.S. (2)                              | Premier       | Ґрунт (green) | Каролін Гарсія             | Бетані Маттек-Сендс Луціє Шафарова                   | 6–2, 7–5                   |
| Перемога  | 14–9  | Кві 2016 | Porsche Tennis Grand Prix, Німеччина                   | Premier       | Ґрунт (i)     | Каролін Гарсія             | Мартіна Хінгіс Саня Мірза                            | 2–6, 6–1, [10–6]           |
| Перемога  | 15–9  | Тра 2016 | Мастерс Мадрид, Іспанія                                | Premier M     | Ґрунт         | Каролін Гарсія             | Мартіна Хінгіс Саня Мірза                            | 6–4, 6–4                   |
| Перемога  | 16–9  | Чер 2016 | Відкритий чемпіонат Франції з тенісу, Франція          | Grand Slam    | Ґрунт         | Каролін Гарсія             | Катерина Макарова Олена Весніна                      | 6–3, 2–6, 6–4              |
| Поразка   | 16–10 | Вер 2016 | Відкритий чемпіонат США з тенісу, U.S.                 | Grand Slam    | Тверде        | Каролін Гарсія             | Бетані Маттек-Сендс Луціє Шафарова                   | 6–2, 6–7(5–7), 4–6         |
| Поразка   | 16–11 | Жов 2016 | China Open, КНР                                        | Premier M     | Тверде        | Каролін Гарсія             | Бетані Маттек-Сендс Lucie Safarova                   | 4–6, 4–6                   |
| Перемога  | 17–11 | Січ 2018 | Відкритий чемпіонат Австралії з тенісу, Австралія      | Grand Slam    | Тверде        | Тімеа Бабош                | Макарова Катерина Валеріївна Весніна Олена Сергіївна | 6–4, 6–3                   |
| Поразка   | 17–12 | Тра 2018 | Madrid Open, Іспанія                                   | Premier M     | Ґрунт         | Тімеа Бабош                | Макарова Катерина Валеріївна Весніна Олена Сергіївна | 6–2, 4–6, [8–10]           |
| Перемога  | 18–12 | Чер 2018 | Birmingham Classic, UK                                 | Premier       | Трава         | Тімеа Бабош                | Елісе Мертенс Демі Схюрс                             | 4–6, 6–3, [10–8]           |
| Поразка   | 18–13 | Вер 2018 | US Open, U.S.                                          | Grand Slam    | Тверде        | Тімеа Бабош                | Ешлі Барті Коко Вандевей                             | 6–3, 6–7(2–7), 6–7(6–8)    |
| Перемога  | 19–13 | Жов 2018 | Фінал WTA, Сінгапур                                    | Tour Фінали   | Тверде        | Тімеа Бабош                | Барбора Крейчикова Катержина Сінякова                | 6–4, 7–5                   |
| Поразка   | 19–14 | Січ 2019 | Australian Open, Австралія                             | Grand Slam    | Тверде        | Тімеа Бабош                | Саманта Стосур Zhang Shuai                           | 3–6, 4–6                   |
| Перемога  | 20–14 | Кві 2019 | Istanbul Cup, Туреччина                                | International | Ґрунт         | Тімеа Бабош                | Алекса Гуарачі Сабріна Сантамарія                    | 6–1, 6–0                   |
| Перемога  | 21–14 | Чер 2019 | French Open, Франція (2)                               | Grand Slam    | Ґрунт         | Тімеа Бабош                | Дуань Їн'їн Чжен Сайсай                              | 6–2, 6–3                   |
| Перемога  | 22–14 | Лис 2019 | WTA Фінали, КНР (2)                                    | Tour Фінали   | Тверде (i)    | Тімеа Бабош                | Сє Шувей Барбора Стрицова                            | 6–1, 6–3                   |
| Перемога  | 23–14 | Січ 2020 | Australian Open, Австралія (2)                         | Grand Slam    | Тверде        | Тімеа Бабош                | Сє Шувей Барбора Стрицова                            | 6–2, 6–1                   |
| Перемога  | 24–14 | Жов 2020 | French Open, Франція (3)                               | Grand Slam    | Ґрунт         | Тімеа Бабош                | Алекса Гуарачі Дезіре Кравчик                        | 6–4, 7–5                   |
| Поразка   | 24–15 | Тра 2021 | Italian Open, Італія                                   | WTA 1000      | Ґрунт         | Маркета Вондроушова        | Шерон Фічмен Джуліана Ольмос                         | 6–4, 5–7, [5–10]           |
| Перемога  | 25–15 | Чер 2022 | French Open, Франція (4)                               | Grand Slam    | Ґрунт         | Каролін Гарсія             | Корі Гофф Джессіка Пегула                            | 2–6, 6–3, 6–2              |
| Перемога  | 26–15 | Лип 2022 | WTA Swiss Open, Швейцарія                              | WTA 250       | Ґрунт         | Ольга Данилович            | Ульрікке Ейкері Тамара Зіданшек                      | w/o                        |
| Перемога  | 27–15 | Вер 2022 | Hansol Korea Open Tennis Championships, Південна Корея | WTA 250       | Тверде        | Яніна Вікмаєр              | Ейджа Мухаммад Сабріна Сантамарія                    | 6–3, 6–2                   |
| Перемога  | 28–15 | Жов 2022 | Jasmin Open, Туніс                                     | WTA 250       | Тверде        | Катержина Сінякова         | Като Мію Анджела Куліков                             | 6–2, 6–0                   |
| Поразка   | 28–16 | Січ 2024 | Adelaide International, Австралія                      | WTA 500       | Тверде        | Каролін Гарсія             | Беатріс Аддад Мая Тейлор Таунсенд                    | 5–7, 3–6                   |
| Поразка   | 28–17 | Вер 2024 | Відкритий чемпіонат США з тенісу, США                  | Grand Slam    | Тверде        | Чжан Шуай                  | Олена Остапенко Людмила Кіченок                      | 4–6, 3–6                   |
| Поразка   | 28–18 | Лют 2025 | Abu Dhabi Open, UAE                                    | WTA 500       | Тверде        | Zhang Shuai                | Jelena Ostapenko Еллен Перес                         | 2–6, 1–6                   |

## Зовнішні посилання
- Досьє на сайті WTA [Архівовано 8 червня 2013 у Wayback Machine.]

## Виноски
1. ↑  Getting to know...Kristina Mladenovic. WTA Tennis. 11 вересня 2012. Архів оригіналу за 19 грудня 2012. Процитовано Retrieved 11 September 2012.